# Spanioneura caucasica
Spanioneura caucasica är en insektsart som beskrevs av Loginova 1968. Spanioneura caucasica ingår i släktet Spanioneura och familjen rundbladloppor. Inga underarter finns listade i Catalogue of Life.